# Ceraptroceroideus cinctipes
Ceraptroceroideus cinctipes är en stekelart som beskrevs av Girault 1916. Ceraptroceroideus cinctipes ingår i släktet Ceraptroceroideus och familjen sköldlussteklar. Inga underarter finns listade i Catalogue of Life.